# Nuage de la Mouche
Pour les articles homonymes, voir Mouche.
Le nuage de la Mouche est un nuage interstellaire situé à une distance comprise entre 490 et 650 années-lumière (entre 150 et 200 parsecs) dans la constellation de la Mouche.

## Forme
Dans un article paru le 11 mai 2018, Aris Tritsis et Konstantinos Tassis montrent que le nuage de la Mouche ne serait pas un filament longiligne, comme il nous apparaît, mais qu'il s'agirait plutôt d'une feuille épaisse vue par la tranche. Le nuage, d'une longueur de 26 années-lumière, ferait ainsi 20 années-lumière de profondeur.

### Publications scientifiques
- [Tritsis et Tassis 2018] (en) Aris Tritsis et Konstantinos Tassis, « Magnetic seismology of interstellar gas clouds: Unveiling a hidden dimension » [« Sismologie magnétique de nuages de gaz interstellaires : Révélation d'une dimension cachée »], Science, vol. 360, no 6389,‎ 11 mai 2018.

### Articles de vulgarisation
- [Simon 2018] Éric Simon, « La forme d'un nuage interstellaire révélée en 3D par sismologie magnétique », Ça se passe là-haut,‎ 12 mai 2018 (lire en ligne). Version audio de l'article.